# Studiolo de Frédéric III de Montefeltro

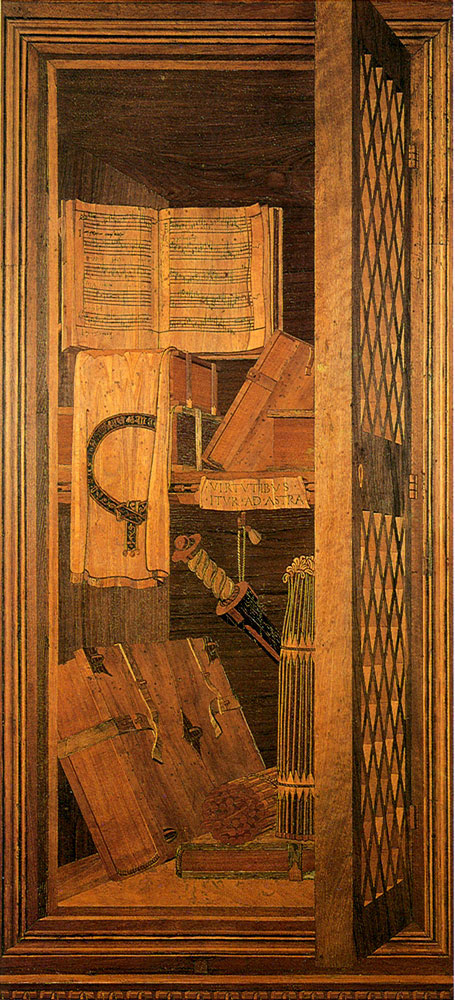
Marqueterie attribuée à Benedetto da Maiano.

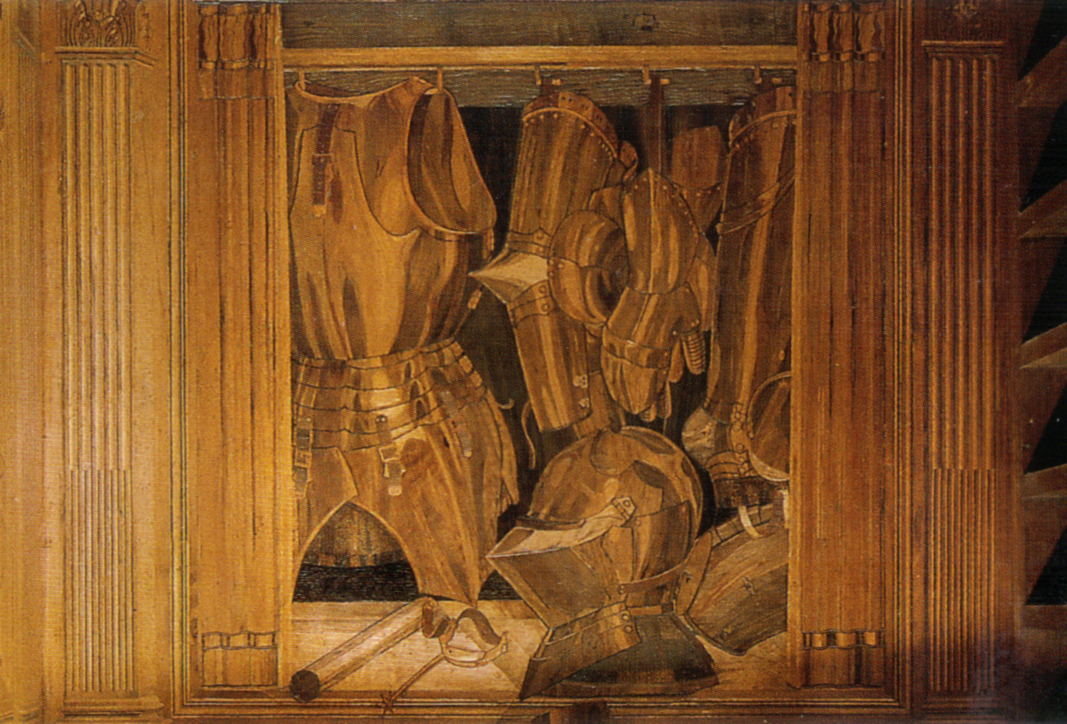
Marqueterie avec les armes du duc de Baccio Pontelli.

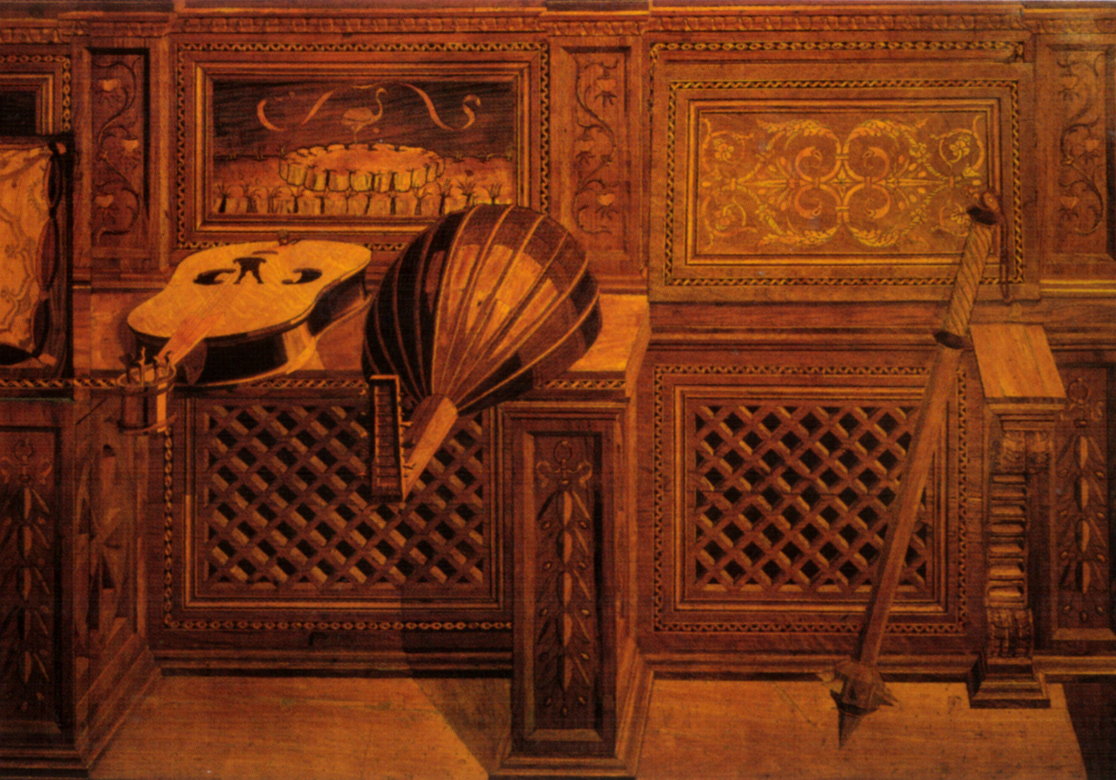
Marqueteries de Benedetto, Giuliano da Maiano et son atelier.

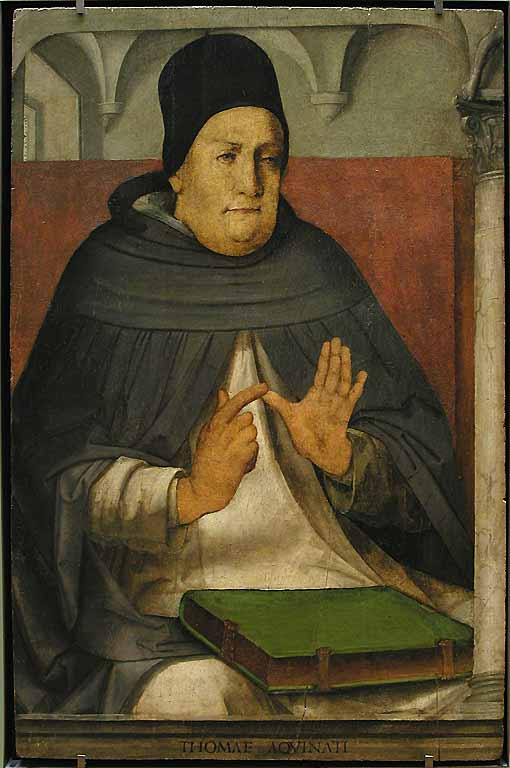
Pedro Berruguete and Justus van Gent, Saint Thomas d’Aquin, musée du Louvre.

Le Studiolo de Frédéric III de Montefeltro est la pièce la plus célèbre du Palazzo Ducale d’Urbino. Ce studiolo a été construit entre 1473 et 1476, par des artistes flamands spécialement appelés à la cour par le duc Frédéric III de Montefeltro. Ils ont travaillé avec différents artistes italiens, y compris peut-être le célèbre Melozzo da Forlì.

## Origines
L'idée d'une petite pièce vouée à la réflexion intellectuelle, lieu de solitude et de tranquillité, trouve son origine chez les auteurs latins comme Cicéron et Pline le Jeune. Elle ne disparaît pas complètement au Moyen Âge, métamorphosée en cabinet d'écriture des Pères de l'Église et des moines. Les rois de France ont aussi leur cabinet, comme Charles V au Louvre. Pétrarque insiste dans son De Vita solitaria sur la nécessité qu'a l'humaniste de s'aménager une retraite au sein de sa demeure, calme et solitaire, où il peut communiquer avec Dieu et cultiver le dialogue avec les muses.
Élève de l'école de l'humaniste Vittorino da Felre, Frédéric III de Montefeltro a aussi ses studiolo dans ses palais de Gubbio et d'Urbino, décorés entre 1473 et 1478. Les deux pièces ont été démembrées au XVIIe siècle après la mort du dernier duc d'Urbino, lors du rattachement de la principauté aux États pontificaux. Il n'en reste que des fragments, beaucoup plus importants à Urbino qu'à Gubbio, qui ont permis aux historiens de l'art de reconstituer leur décor.
Frédéric III, érudit passionné, entretient des contacts réguliers avec les principaux humanistes de son temps, en particulier les Toscans. Cristoforo Landino lui dédie ses Disputationes camaldulenses. Le frontispice du manuscrit montre la scène de dédicace de l'auteur qui offre son livre au duc d'Urbino. Dans son texte, Landino justifie son choix en soulignant que, parmi tous ses contemporains, Frédéric est l'un des rares à vouloir concilier la vie active et la vie contemplative. Cette opposition est très présente dans la pensée humaniste du Quattrocento et est une des clés de lecture des studiolo d'Urbino et de Gubbio. Associé à la vie contemplative du prince, le studiolo sert à la fois de pièce de retrait et de lieu de réception pour d'illustres visiteurs.

## Architecture et décoration
L'auteur du programme d'ensemble du studiolo demeure inconnu, mais il ne fait pas de doute que Frédéric III de Montefeltro a joué un rôle essentiel dans son organisation, allant jusqu'à suggérer les thèmes principaux comme les arts libéraux, les vertus et les muses, tant il illustre parfaitement les idéaux esthétiques, intellectuels et moraux de son commanditaire.

### Ordonnancement
Le studiolo se trouve au piano nobile du palais, à proximité des appartements privés du duc. C'est une petite pièce de 4,94 × 3,60 × 3,35 m, qui s'ouvre par deux portes placées dans de profondes encoches. Deux niches latérales ornent le mur est.
Le plafond à caissons dorés est décoré de peintures représentant les emblèmes et les devises du prince, disposés de part et d'autre de deux grandes diagonales, afin d'être visibles du visiteur entrant par la porte ouest. Il est caractérisé par des couleurs éclatantes et des références constantes entre l'architecture réelle et simulée.
L'inscription de la cimaise donne la date d'achèvement de 1476. Selon André Chastel, les marqueteries ont dû être préparées à Venise et montées à Urbino, tout comme le plafond à caisson qui vient de la boutique de Giuliano da Manjano.

### La marqueterie

#### Description
Les murs sont recouverts de marqueterie de bois, encore en place, sur une hauteur de 2,22 mètres, créant par illusion un effet de la poursuite de l'architecture. Les marqueteries sont attribuées à différents auteurs, tels que Giuliano da Maiano, et pour les dessins, Botticelli, Francesco di Giorgio Martini et le jeune Bramante. À noter les incrustations du florentin Baccio Pontelli et de son atelier, spécialisé dans la perspective de construction d'objets géométriques complexes, qui a créé un échange continu entre la réalité et la fiction, élargissant artificiellement l'espace de la petite salle.
Dans la partie supérieure, le thème choisi pour la décoration en marqueterie comporte une succession de petites portes entrouvertes, révélant des armoires avec des livres, des instruments de musique et de la vaisselle, trois niches avec les allégories des vertus théologales et deux compartiments qui montent un portrait grandeur nature du duc et un orgue. En dessous, une frise d'ornements, avec les devises dans chacun des panneaux, est rythmée de pilastres. La partie inférieure s'organise autour d'une série de sièges posés sur une plateforme continue, imitant des stalles, en regard des emplacements du dessus. Des instruments de musique et d'autres objets, avec des trompe-l'œil, simulent les portes ouvertes ou fermées. Un pilier, sur le mur est, s'orne de la représentation en trompe-l'œil d'une loggia donnant sur un paysage. Sur le bord du cadre, sont disposés une corbeille de fruits et un écureuil avec une noisette. Le retrait de droite montre un petit studiolo vu en perspective avec un lutrin, un sablier et des livres tandis que le retrait de gauche est orné d'armures.
Les objets représentés dans les placards font référence aux représentations symboliques des arts et des Vertus (masse d'arme de la Force, glaive de la Justice, etc.), comme si l'usage des premiers ouvrait la voie à ces dernières. Souvent la fausse architecture des marqueteries atténue les irrégularités de la pièce.
La porte du mur ouest donne sur le vestibule ducal. Elle est ornée d'une cage avec deux perroquets et une horloge. Celle du mur sud s'ouvre sur la salle des audiences et porte des motifs entrelacés. Cette combinaison de panneaux peints et de marqueterie est la norme dans les studiolo princiers. Les panneaux de bois offrent l'avantage d'isoler du froid l'hiver, et de la chaleur l'été. Leurs tons chauds donnent une sensation de confort qui invité à la méditation.

#### Analyse
Les effets de trompe-l'œil ménagés par les marqueteries démontrent une connaissance parfaite de la perspective mathématique. Le choix de leurs motifs répond à un programme précis. Certains motifs figurent les objets réels que se doit de posséder tout cabinet d'études comme des livres ou du matériel d'écriture. D'autres sont plus inattendus comme les instruments de musique, ou sont même extravagants comme les armures et les armes. Les marqueteries doivent évoquer tous les talents du prince et ses centres d'intérêt. Elles rappellent que Frédéric III est un chef de guerre, un condottiere, un duc avec ses emblèmes et ses devises, mais aussi un prince humaniste, passionné de musique, curieux des sciences et de la littérature de son temps. Son portrait sur la marqueterie du mur nord le montre en capitaine, portant l'armure et le collier de l'hermine, donné par le roi de Naples, revêtu de la robe d'un humaniste. Les motifs comme l'écureuil, les fruits ou la cage aux deux perroquets sont plus difficiles à interpréter. Le décor propose deux niveaux de lecture, l'un purement décoratif et l'autre symbolique, destiné à être apprécié par les seuls lettrés admis dans le studiolo.
Le thème des vertus théologales et cardinales, omniprésent dans les marqueteries, est souvent associé depuis le XIVe siècle à l'iconographie du Bon Gouvernement. Les vertus théologales, la Foi, l'Espérance et la Charité, sont figurées par des allégories, les vertus cardinales par des emblèmes comme l'épée et la masse pour la Justice et la Force, l'horloge pour la Tempérance, l'écureuil et le miroir pour la Prudence, les fruits et la Corne pour l'Abondance. Le studiolo reprend aussi la symbolique des Muses, déjà présente dans le sudiolo de Belfiore au travers des instruments de musique et d'autre emblèmes: Urania est figurée par la sphère armillaire ou l'astrolabe, Euterpe par les flûtes, Terpsichore par la lyre, Erato par le tambourin et Polymnie par l'orgue.
Les nombreux emblèmes et devises du duc complètent cette symbolique. Les langues de feu avec les initiales F. D., Federico Dux, évoquent les flammes de l'amour chrétien et les regrets du duc après la mort de sa femme Battista Sforza. L'autruche a été choisie par Frédéric comme symbole de la ténacité, elle s'accompagne de la devise Can verdait en crocisen, une corruption de l'allemand ich kahn verdaint ein gras eisen, « je peux avaler une grosse pièce de fer », la devise de son père Guidantonio. La dague, la grenade éclatée et le luth brisé évoquent le triomphe à la guerre.

### Les hommes illustres

#### Description
À l'origine, les murs étaient décorés sur la partie supérieure d'une frise de vingt-huit portraits d'hommes célèbres du passé et du présent, qui tous évoquent l'humanisme, disposés sur deux registres. Œuvres de Melozzo da Forli, du flamand Juste de Gand et Pedro Berruguete, réalisés entre 1473 et 1476, ils sont aujourd'hui dispersés entre le musée du Louvre (entrés en 1863 avec la collection du marquis Campana) et la Galleria Nazionale delle Marche (quatorze éléments chacun).
Les portraits, qui comprennent des personnages ecclésiastiques et civils, aussi bien chrétiens que païens, sont mis en valeur par une position légèrement abaissée et par un fond unifié qui, grâce à la perspective, donnent l’illusion d’être en présence d’une galerie réelle. Plusieurs portraits ont été retouchés, notamment pour ajouter les insignes du duc. Ils s'organisent en panneaux de quatre portraits, groupés par paires, des ecclésiastiques au registre inférieur et des laïcs au registre supérieur, à l'exception notable de Dante et Pétrarque qui prennent place parmi les religieux. Dante, auteur de la Divine Comédie est considéré comme un théologien dès le XIVe siècle, et Pétrarque était un clerc qui avait reçu les ordres mineurs.
Les docteurs et sages sont groupés deux par deux en couples superposés dans les loggias à double ouverture. Les personnages sont présentés en buste, de face, disposés devant un drap d'honneur au fond de leur loge dont le rebord est marqué par une inscription qui les présente et les relie habilement au duc d'Urbino.
Les associations sont
- les légistes Platon[2]/Aristote[2], Cicéron/Sénèque[2], Homère[3]/Virgile[2], Solon[2]/Bartolus;
- les physiciens, Hippocrate/ Pietro d'Albano[2];
- les pères de l'Église, saint Grégoire[3]/ saint Jérôme[2], saint Ambroise[3]/saint Augustin[2];
- les législateurs juifs Moïse[3]/Salomon[3];
- les grands théologiens, Thomas d'Acquin[2]/Duns Scot, Pie II[3]/Basilius Bessarion[2], Dante[2]/Pétrarque[3];
- les mathématiciens, Euclide[3]/Vittorino da Feltre[2], Albert le Grand[3]/Sixte IV[2].

Ils sont associés par ordre chronologique, le plus ancien est toujours placé à gauche. Le statut du personnage est indiqué par ses vêtements, ses attributs, ses gestes et les inscriptions. Les papes portent la tiare, les évêques la mitre, Bessarion le chapeau de cardinal, Duns Scott est vêtu en franciscain, Thomas d'Acquin et Albert le Grand en dominicains. Les savants de l'antiquité portent des costumes à l'orientale, les Romains, Cicéron, Bartolus, Dante et Pétrarque, les vêtements des docteurs de l'Université.
A l'exception de Moïse qui présente les Tables de la Loi et de Ptolémée qui tient une sphère armillaire, tous portent des livres ouverts ou fermés. Euclide a les attributs du géomètre avec le compas. Le roi Salomon porte la couronne et le sceptre, tout comme l'astronome Ptolémée, confondu avec le roi d'Egypte du même nom. Dante, Pétrarque et Homère sont présentés sous les traits de poètes couronnés de lauriers. Les Pères de l'Église et Sixte IV bénissent de ta main droite tandis que Vittorino et Moïse montrent du doigt avec autorité le Livre et les Tables de la Loi, et saint Jérôme une page de la Bible. Thomas d'Acquin et Duns Scott comptent sur les doigts de leur main leurs arguments à la manière des maîtres en scolastique.

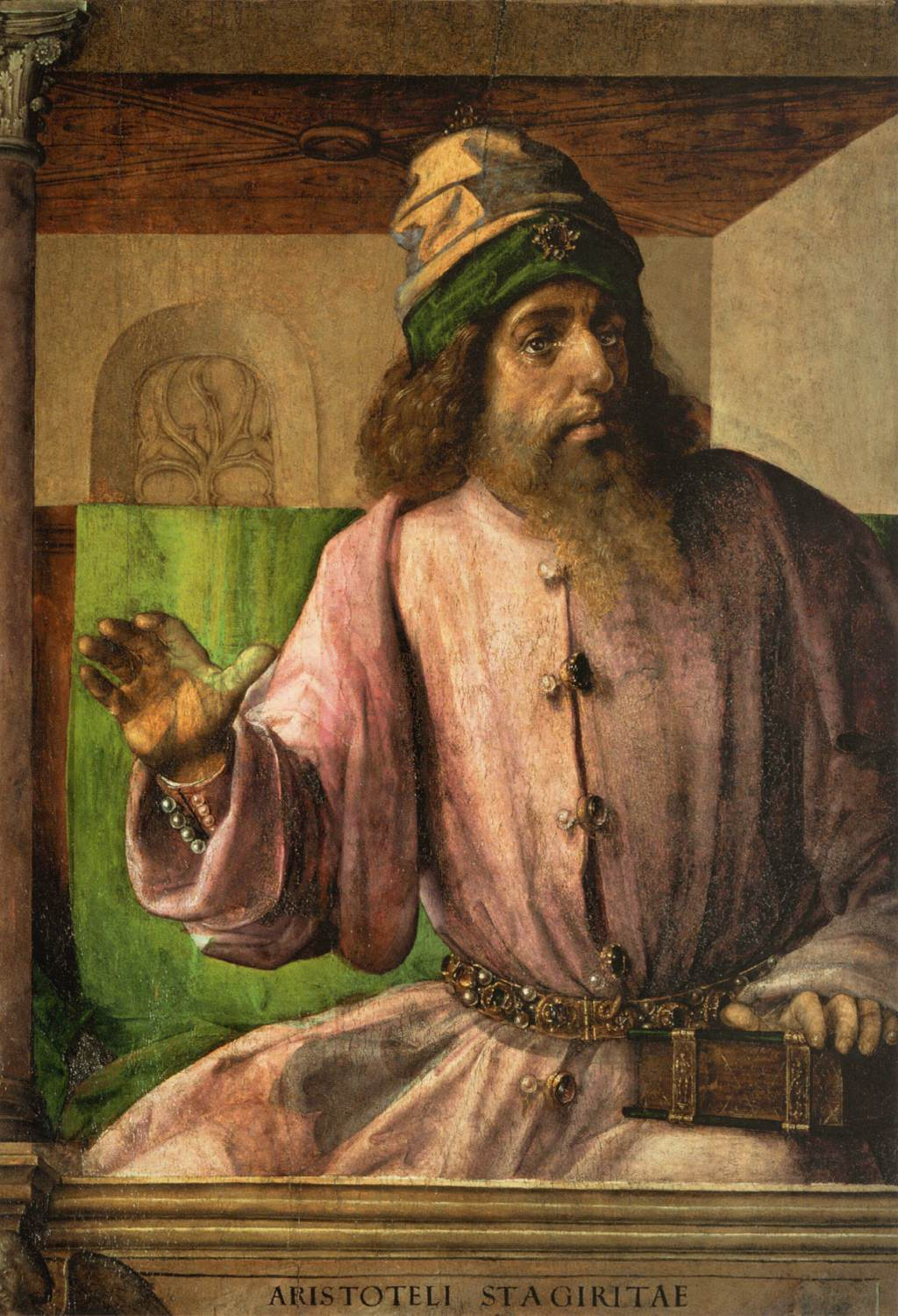
Juste de Gand et Pedro Berruguete, Aristote, musée du Louvre
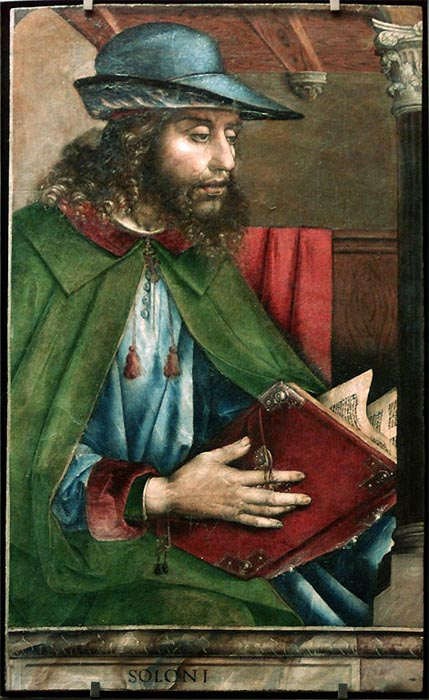
Juste de Gand et Pedro Berruguete, Solon, musée du Louvre.
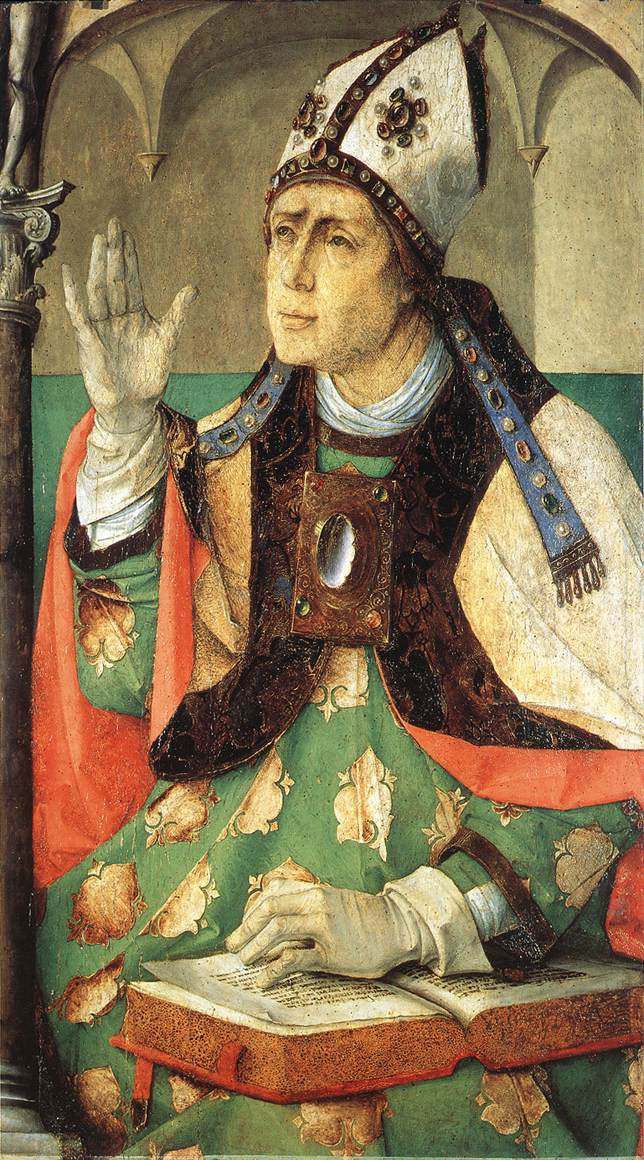
Juste de Gand, Saint Augustin, musée du Louvre.
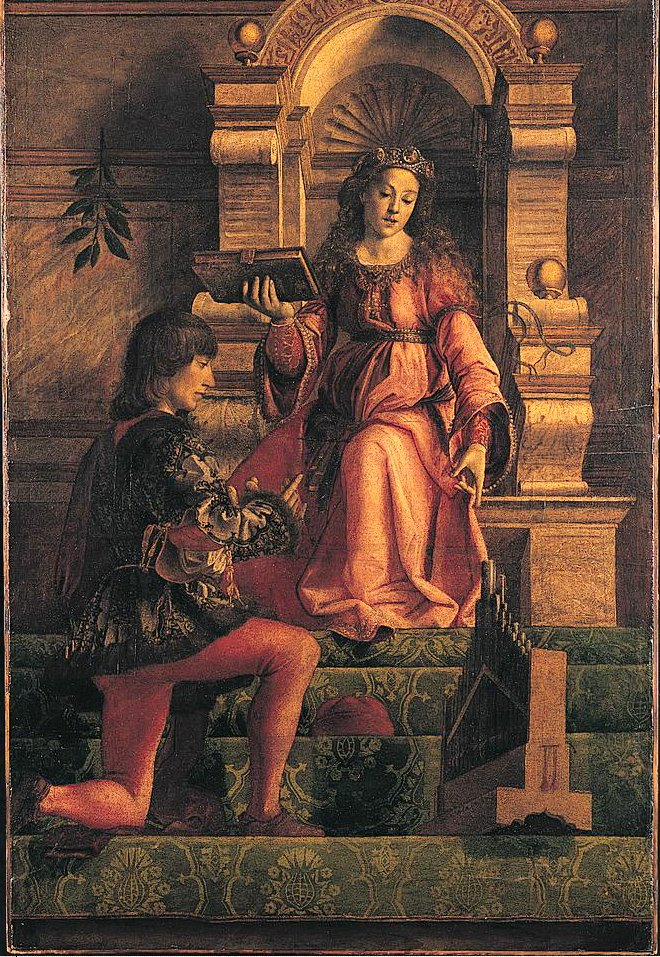
Maître des arts libéraux, Musique, National Gallery de Londres.

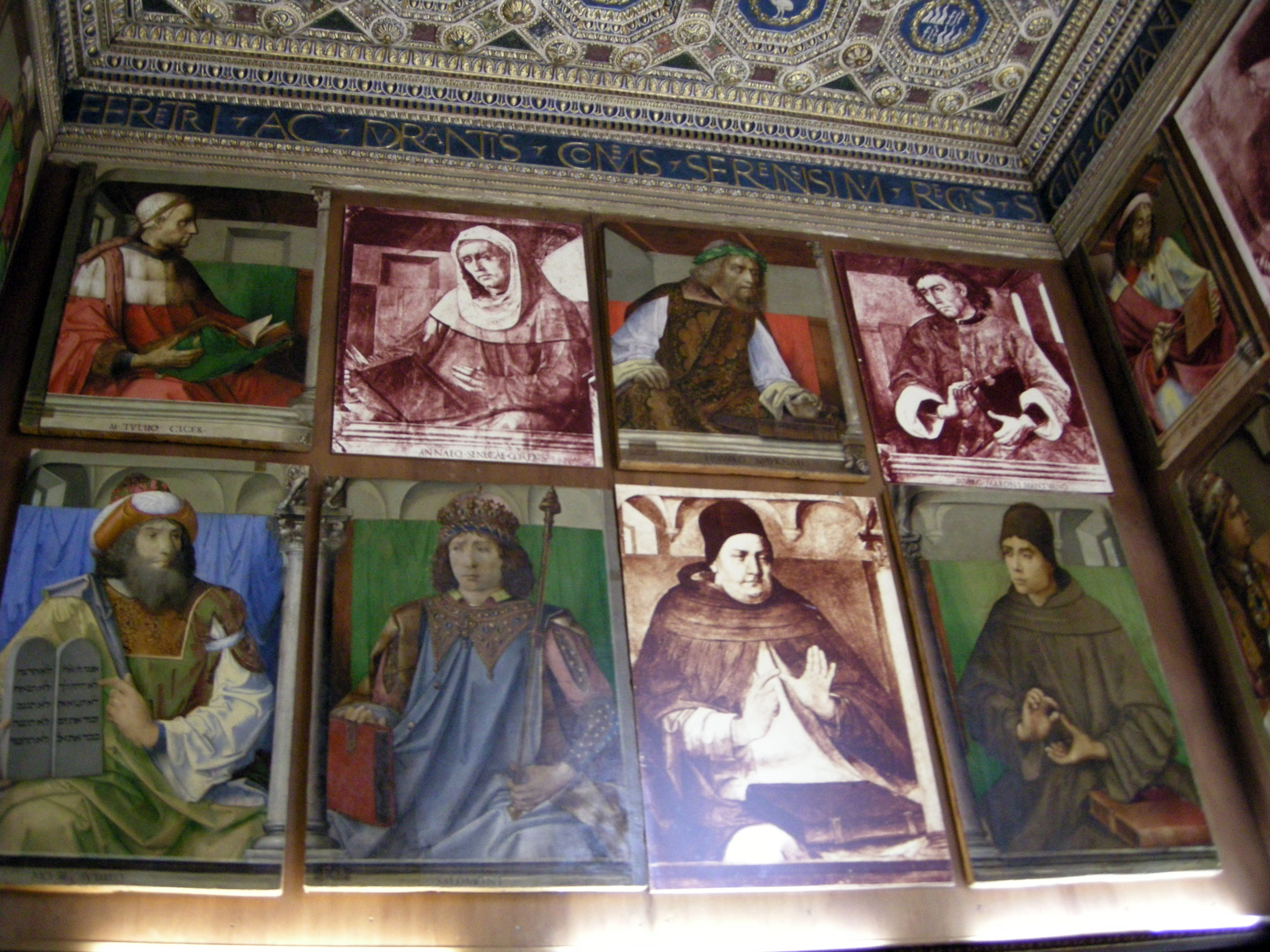
Paroi est.
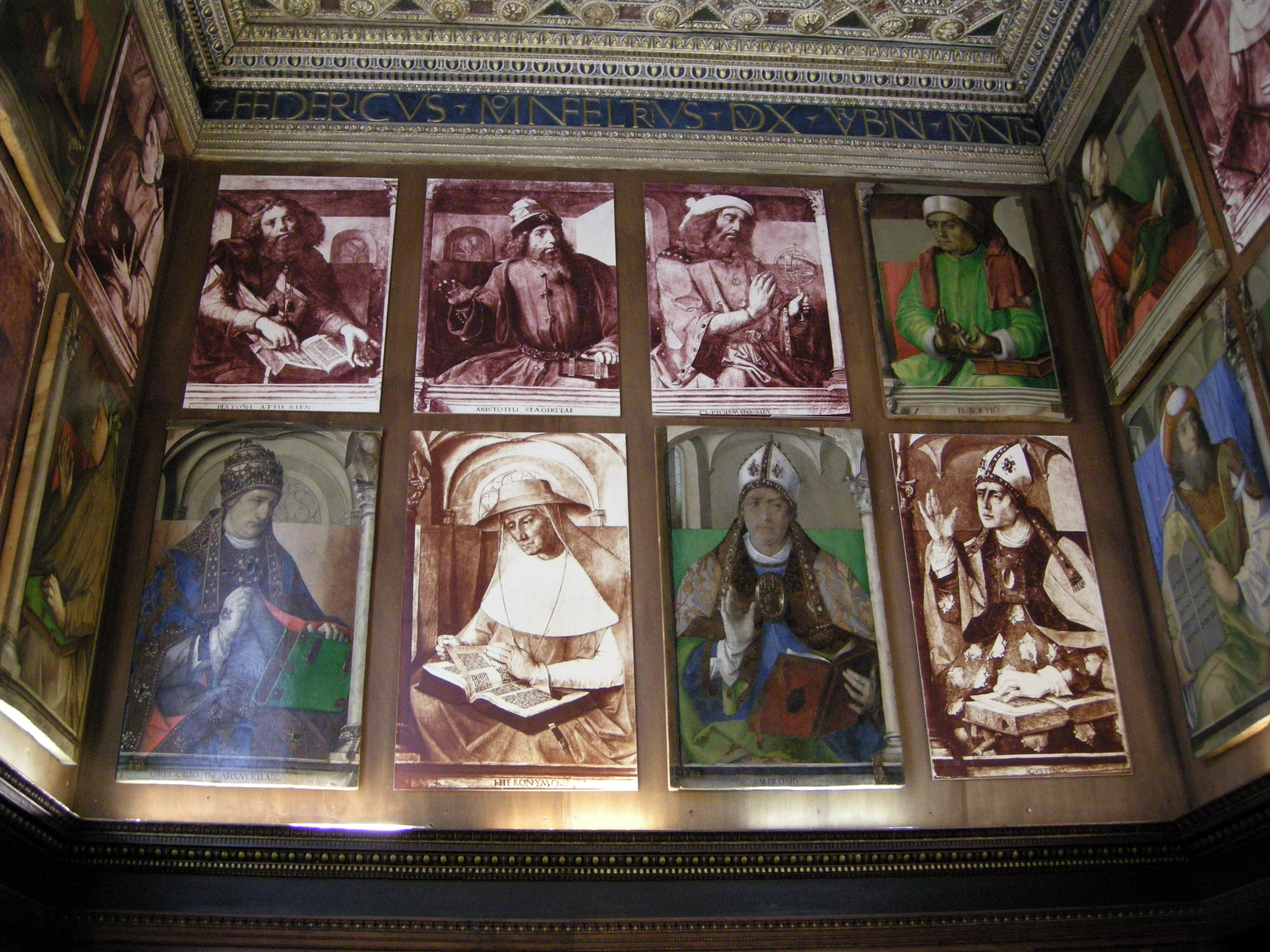
Paroi nord.
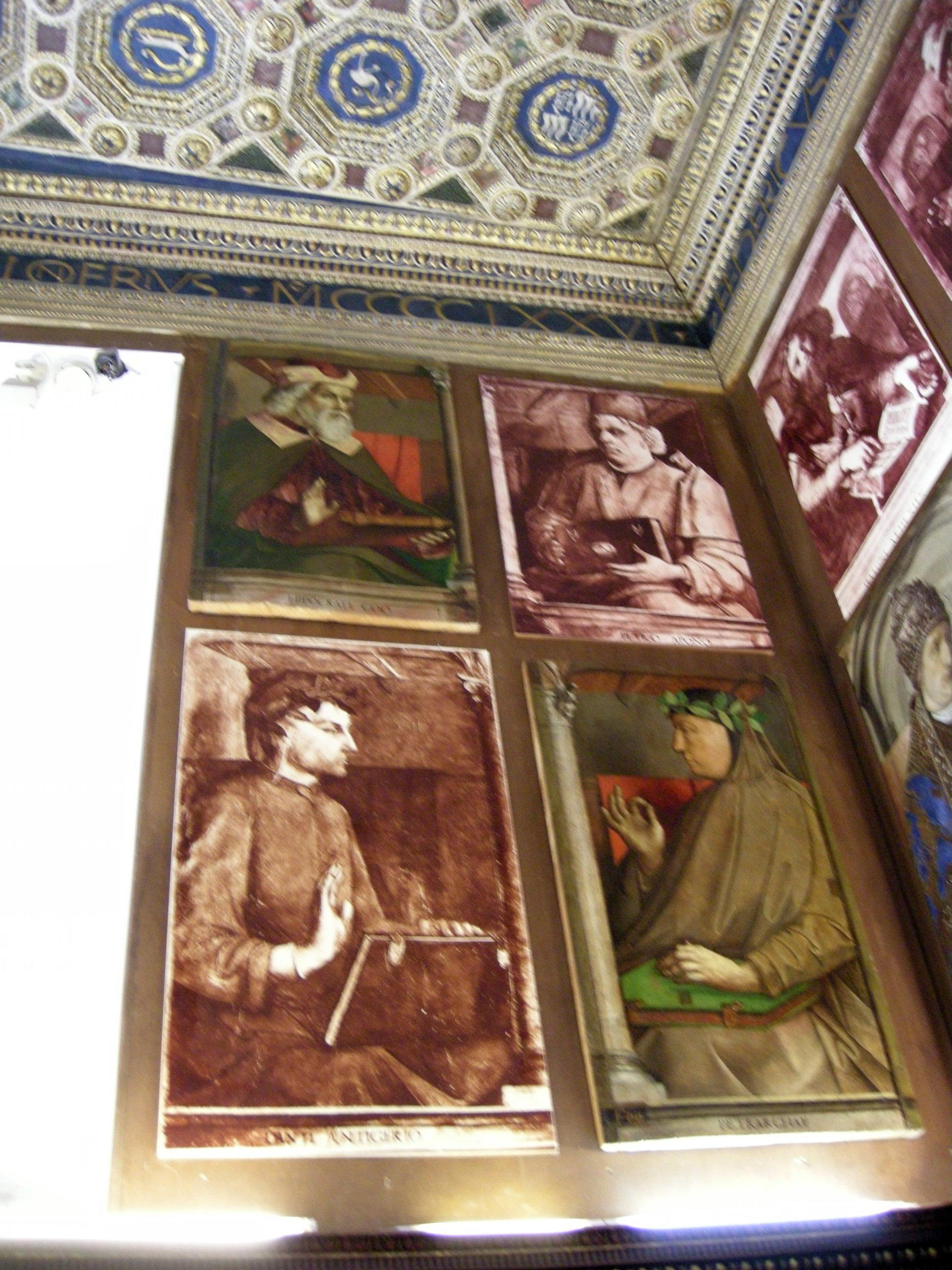
Paroi ouest.
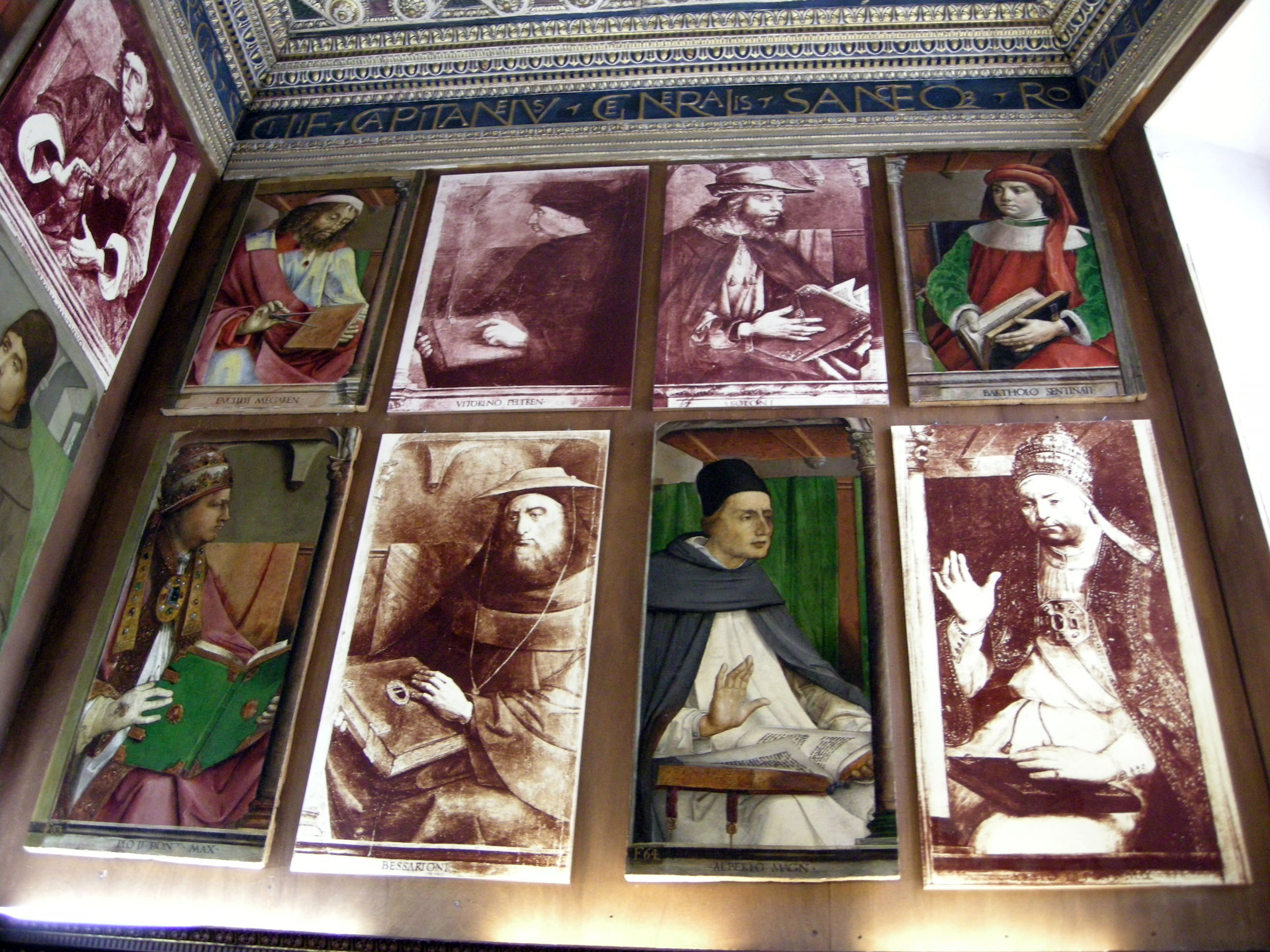
Paroi sud.

#### Analyse
La coexistence du savoir sacré et du savoir profane, du chrétien et du païen, illustre parfaitement la philosophie syncrétique prônée par Pétrarque. Elle fait écho aux deux pièces situées juste au-dessous, au rez-de-chaussée, la Capella del Perdono, la chapelle du Pardon, et le Tempietto delle Muse, le temple des Muses.
Tous ces personnages représentent les autorités reconnues dans les Sept Arts libéraux enseignés à l'Université: la grammaire, la rhétorique et la dialectique qui composent le trivium, l'arithmétique, la géométrie, l'astronomie et la musique, le quadrivium. Les papes Pie II et Sixte IV ont été inclus dans cette pléiade de savants à la demande de Frédéric III qui tient à célébrer ses employeurs. Moïse et Salomon sont des exemples de la sagesse et du bon gouvernement sur lesquels tout prince doit modeler sa conduite.
Cette sélection illustre le choix d'un prince humaniste. La figure ailée peinte en grisaille qui tient ses armoiries est une allégorie de la Philosophie qui règne en ces lieux. Sur le mur est, une autre grisaille représente Hercule tuant le lion de Némée, symbolisant la vie active, tandis que le personnage d'Atlas, aussi en grisaille, évoque la vie contemplative.
Le Studiolo a également recueilli l’éthique intellectuelle du développement avec son sens décoratif dont le thème général est celui de la solitude pensive, que l'éthique de la contemplation a donné en nourriture à l'action. Un portrait de Frédéric III explique l'allégorie de l'ensemble, le montrant comme le protagoniste vertueux de la parabole.

## La bibliothèque
Le complément logique du Studiolo était constitué par la bibliothèque, aujourd’hui dispersée. Elle comportait aux murs une série de peintures représentant les Arts libéraux symbolisés par des figures féminines sur des trônes. Les Arts étaient représentés en train de présenter leur insigne au duc Frédéric et aux autres personnages de la cour signifiant leur fidélité et qualité en tant que vassaux.

## Imitation
Le palais ducal de Gubbio, construit vers 1479 sur les plans de Luciano Laurana, voulait imiter celui d'Urbino : il comportait également un studiolo, celui de Guidobaldo Ier de Montefeltro dont toutes les boiseries marquetées ont été transférées, en 1939, au MET de New York.

## Sources
- (it) Cet article est partiellement ou en totalité issu de l’article de Wikipédia en italien intitulé « Studiolo di Federico da Montefeltro » (voir la liste des auteurs).
- Gabrielle Bartz et Eberhard König, Le Musée du Louvre, éditions Place des Victoires, Paris, 2005,  (ISBN 3-8331-2089-4), p. 458-459.